# كارول دانفرز (عالم مارفل السينمائي)
كارول سوزان جين دانفرز هي شخصية خيالية تؤديها بشكل أساسي بري لارسون ضمن عالم مارفل السينمائي (MCU) — والمستندة إلى شخصية تحمل الاسم نفسه في قصص مارفل المصورة — وتُعرف باسمها المستعار كابتن مارفل. تُصوَّر دانفرز في البداية كطيّارة مقاتلة في سلاح الجو الأمريكي، اكتسبت قدرات خارقة عندما فشل اختبار محرك بسرعة الضوء وتعرضت للطاقة الكونية للمكعب الكوني (Tesseract). نتيجة لذلك، تحولت إلى كائن هجين بين الإنسان والكري (Human-Kree) عبر نقل دم، وأعيدت تسميتها باسم فيرس.
كانت دانفرز في البداية مخلصة لإمبراطورية الكري، حيث خدمت كعضوة في وحدة ستارفورس خلال حربهم ضد السكروولز (Skrulls)، لكنها عادت لاحقًا إلى الأرض واستعادت ذاكرتها. كما أطلقت العنان لقواها الكامنة التي تشمل القوة الخارقة، إطلاق وامتصاص الطاقة، والطيران. أصبحت صديقة لـنيك فيوري وألهمته لإنشاء مبادرة المنتقمون. بعد عقود، عادت إلى الأرض، وانضمت إلى فريق المنتقمين وشاركت في المعارك ضد ثانوس.
اعتبارًا من عام 2024، ظهرت دانفرز في أربعة أفلام ضمن عالم مارفل السينمائي، بالإضافة إلى المسلسل القصير الآنسة مارفل (2022) كما تظهر نسخ بديلة من الشخصية داخل عالم الأكوان المتعددة في مسلسل الرسوم المتحركة ماذا لو...؟ (2021؛ 2024)، وأدت صوتها ألكسندرا دانييلز.